# Zagrebs stadsvapen

Zagrebs stadsvapen.

Zagrebs stadsvapen (kroatiska: Grb Grada Zagreba) är den kroatiska huvudstaden Zagrebs heraldiska vapen och en av dess symboler. Stadsvapnet har sitt ursprung i Gradecs stadsvapen som i olika versioner var i bruk från medeltiden till 1850 då Zagreb administrativt skapades genom en förening av Gradec, Kaptol och omgivande byar. Fram till slutet av 1800-talet var vapnets bakgrund röd men från 1896 ersattes den med en blå bakgrund. Det nuvarande modifierade vapnet antogs 1999 av Zagrebs stadsstyrelse och bygger på vapnet från 1896, dock utan kunglig krona. Den tidigare versionen med röd bakgrund finns bland annat avbildad på Sankt Markus-kyrkans taktegel. Stadsvapnet ingår i Zagrebs stadsflagga.       

## Beskrivning
Mot blå bakgrund och på en grön kulle står en borg i silver (vitt). Borgen har tre torn och en öppen gyllene (gul) port. Till vänster om borgen syns en gyllene (gul) sexuddig stjärna och till höger om  borgen en nymåne i silver (vitt).

## Historik

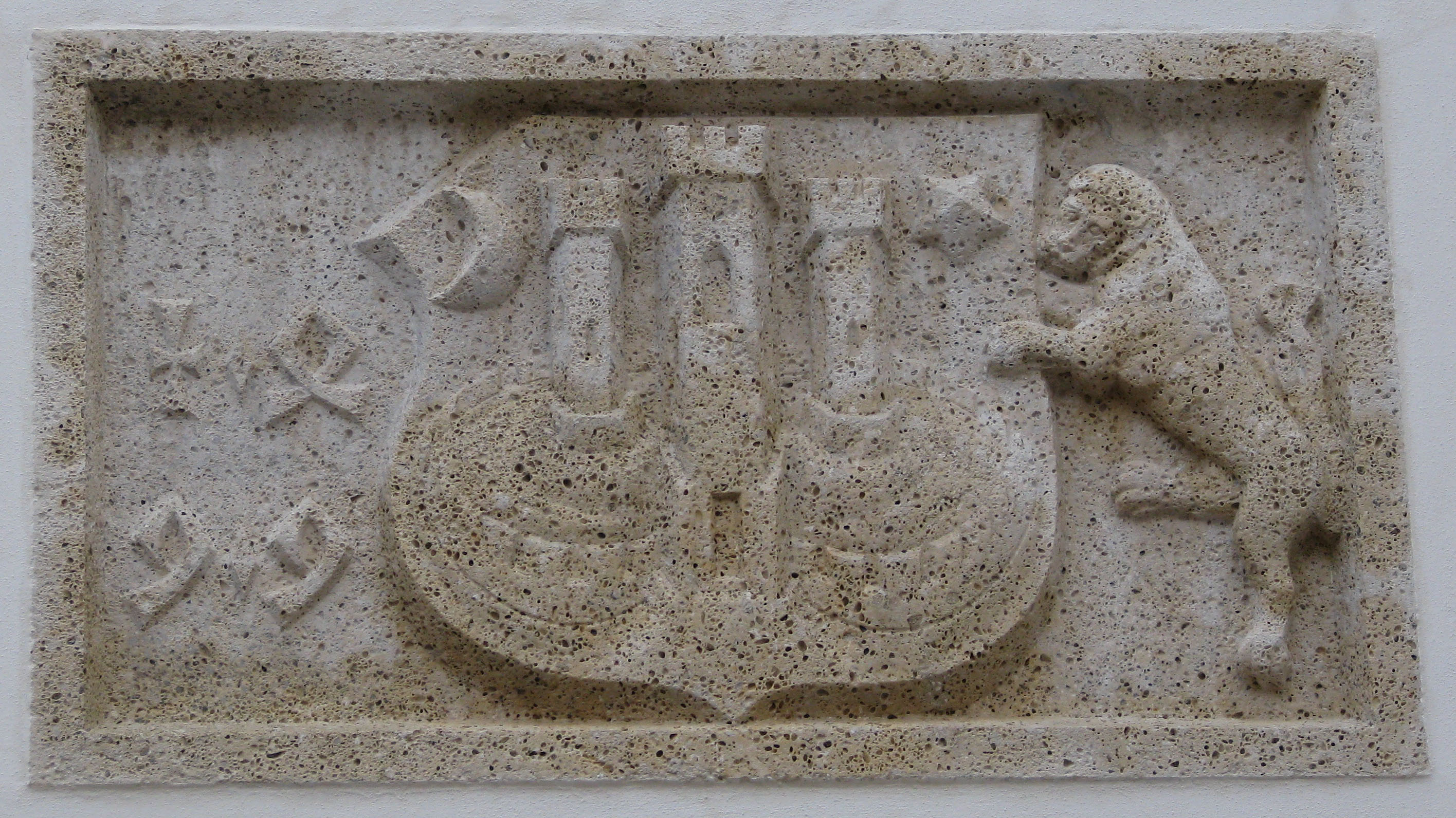
Det äldsta kända exemplaret av stadsvapnet i formen av en relief från 1499 på Sankt Markus kyrka.

Gradecs stadssigill från 1400-talet bestod av de heraldiska komponenter och den symbolik som finns i Zagrebs stadsvapen. Det äldsta kända exemplaret av stadsvapnet finns på den relief som 1499 sattes upp ovanför entrén till Sankt Fabian och Sebastians kapell som det året tillkom som en tillbyggnad vid Sankt Markus-kyrkans nordvästra hörn.

## Symbolik
Det finns olika tolkningar av stadsvapnets symbolik. Den gröna kullen symboliserar troligtvis Gradechöjden och borgen den befästa staden Gradec, idag Zagrebs historiska stadskärna. Borgens (stadens) öppna portar symboliserar invånarnas gästfrihet samt viljan hos dessa att erbjuda skydd och husrum till besökare och gäster. Stjärnan och nymånen kan symbolisera de förkristna slaviska gudomarna för skönhet och kärlek. I folktron representerades gudinnan Lada som en stjärna och Lejla som en nymåne. Stjärnan och nymånen förekommer i de äldsta kända kroatiska vapnen och finns även i det kroatiska statsvapnet krona. Vapnets mörkblå bakgrund i kombination med den  silverfärgade (vita) borgen symboliserar i kristen kolorism Jungfru Marie himmelsfärd och konflikten mellan det gudomliga och mänskliga, himmelska och jordiska livet.

### Fotnoter
1. ↑  HGZD Arkiverad 24 juni 2015 hämtat från the Wayback Machine. - Kroatiska heraldiska och vexillologiska föreningen (kroatiska)
2. ↑  Fame (The Flags and Arms of Modern Era) - Kroatiska portalen för studier i heraldik och vexillologi (kroatiska)
3. ↑  Zagreb.hr - Staden Zagrebs officiella webbplats (engelska)
4. 1 2  Heimer, Željko. ”Grbovi i zastave zagreba (Zagrebs vapen och flaggor)” (på kroatiska) ( PDF). Glasnik Hrvatskog plemićkog zbora (Kroatiska adelsrådets tidning). Zagrebs stadsmuseum. Arkiverad från originalet den 23 juni 2013. https://web.archive.org/web/20130623161633/http://www.mgz.hr/UserFiles/file/Grbovi%20i%20zastave%20Zagreba.pdf. Läst 2 december 2014.